# Fita azul (consciência)
Em simbolismo, fita azul é o termo usado para descrever algo de alta qualidade. O uso veio da Flâmula Azul (Blue Riband), um prêmio concedido por navios de passageiros que cruzam em menor tempo o Oceano Atlântico ou o primeiro barco a cruzar a linha de chega de uma regata.
A fita azul também simboliza o câncer de próstata.